# Parque Paulista
Parque Paulista é um dos bairros que compõem o 3º distrito de Duque de Caxias município do estado do Rio de Janeiro.

## História
Com o nome oficial de Cidade Parque Paulista, seus primeiros lotes foram postos à venda na segunda metade da década de 1960, pela Cia. Expansão Territorial, a mesma que loteou a Parque Equitativa. O saneamento básico porém chegou somente ao local no segundo governo do prefeito José Camilo Zito (entre 2000 e 2004), quando Antony Garotinho era o governador do estado. 

## Esportes e educação
Na educação estadual conta com o Colégio Estadual Padre Anchieta. No âmbito municipal com a Creche Municipal Luiz Gama Borges, antigo (Centro Educacional Brasileiro), "brasileirinho", com a recém-inaugurada Escola Municipal Bilíngue Ziraldo Alves Pinto e com o CIEP 015 - Henrique de Souza Filho Henfil, ambos municipalizados. Na educação privada conta com o tradicional IENSF - Instituto de Educação Nossa Senhora de Fátima.    
Nos esportes, o bairro tem um time de futebol, o Paulistano que empresta o nome ao campo de futebol local. 
Em 2008, foi inaugurado Centro Esportivo o "Samucão", quadra de esportes, criada no governo Washington Reis em homenagem ao falecido radialista Samuel Correia, o popular Samuca que durante décadas apresentou o programa Patrulha da Cidade, na Rádio Tupi do Rio de Janeiro. 

## Geografia
Seu espaço territorial está localizado em um 'Y' formado com as Rodovias Santos Dumont (BR-116) e Rodovia Washington Luiz (BR-040). Faz limite ao norte com o Parque a Equitativa (Av. Automóvel Clube) como limitador, ao sul com o Rio Saracuruna, a leste com o bairro de Nova Campinas (Rua 18), como limitador e a oeste com o bairro Chácaras Arcampo (Rua da Capivara), como limitador.
O bairro é cortado pelo canal Roncador, que deságua no Rio Saracuruna.
Sua frente está para à Av. Automóvel Clube e fundos para a Rodovia Santos Dumont (BR-116).
Seus terrenos tem 360 m2 (12mx30m) em sua maioria, sendo considerado um bairro residencial, com estabelecimentos comerciais e algumas fábricas caseiras principalmente ao longo da Av. Trinta e Um de Março.

#### Demografia[4]
Em 2010 a população do bairro era de 32.726 pessoas sendo o 11º bairro mais populoso do município, destes 16,970 (51.58%) eram de mulheres e 15,756 (48,15%) de homens.

###### Faixa Etária
Em Cidade Parque Paulista a população é majoritariamente composta de jovens e adultos entre 15 a 64 anos.
| Faixa Hetária | População | Porcentagem |
| ------------- | --------- | ----------- |
| 0 a 4 anos    | 2193      | 6.7%        |
| 4 a 14 anos   | 7985      | 24.4%       |
| 15 a 64 anos  | 22646     | 69.2%       |
| 65 anos e +   | 2094      | 6.4%        |